# Kárpathos (district régional)
Le district régional de Kárpathos (grec moderne : Περιφερειακή ενότητα Καρπάθου) est l'un des districts régionaux de Grèce qui fait partie de la périphérie (région) de l'Égée-Méridionale. Ce district régional englobe des îles de l'archipel du Dodécanèse : Kárpathos, Kassos et quelques autres îles de la mer Égée.

## Administration
Dans le cadre de la réforme gouvernementale de 2011, le Programme Kallikratis, le district régional de Karpathos est créé sur une partie de l'ancien nome du  Dodécanèse. Il comprend 2 municipalités qui sont (numérotées selon la carte dans l'infobox) : 
- Karpathos (5)
- Kassos (6)

Giorgos Nissirios a été conseiller préfectoral de Karpathos de 2002 à 2010 puis il s'est occupé du premier niveau d'administration autonome et a été président et adjoint au maire de la municipalité de Karpathos de 2010 à 2019. Il a également été candidat à la députation pour le parti conservateur de la Nouvelle Démocratie dont il était l'un des cadres.